# Олена Тугорканівна

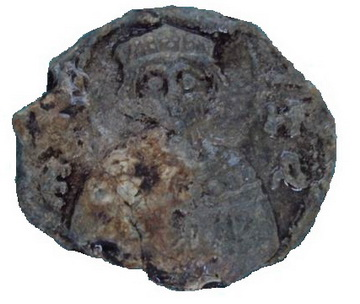
Печатка Олени Тугорканівни

Олена Тугорканівна (*д/н — бл. 1103) — дружина великого князя Київського Святополка II Ізяславича.

## Життєпис
Походила з впливового половецького роду Тертер-оба. Старша донька хана Тугоркана. Ім'я при народженні невідоме. У 1094 році після перемоги її батька над військами руських князів в битві на Стугні було укладено мирний договір між Руссю та половцями. Для його зміцнення укладено шлюб між Тугорканівною та великим князем Святополком II. Після хрещення вона отримала ім'я Олена. 
|  | «Сотвори миръ с ПоловцЪ Святополкъ, и поя жену, дщерь Тугорканю» |

Не мала значного політичного: не змогла попередити подальших війн між половцями та русичами. Під час походу 1096 року загинув її батько та брат.
Олена мала літню резиденцію на Трухановому острові (тепер лежить у межах Києва), який за однією з версій отримав завдяки цьому свою назву. 
Померла близько 1103 року.

## Діти
- Брячислав (до 1103—1123), князь Турівський у 1118—1123 роках
- Ізяслав (до 1103—1127), князь Турівський у 1123—1127 роках